# Liliencronpark

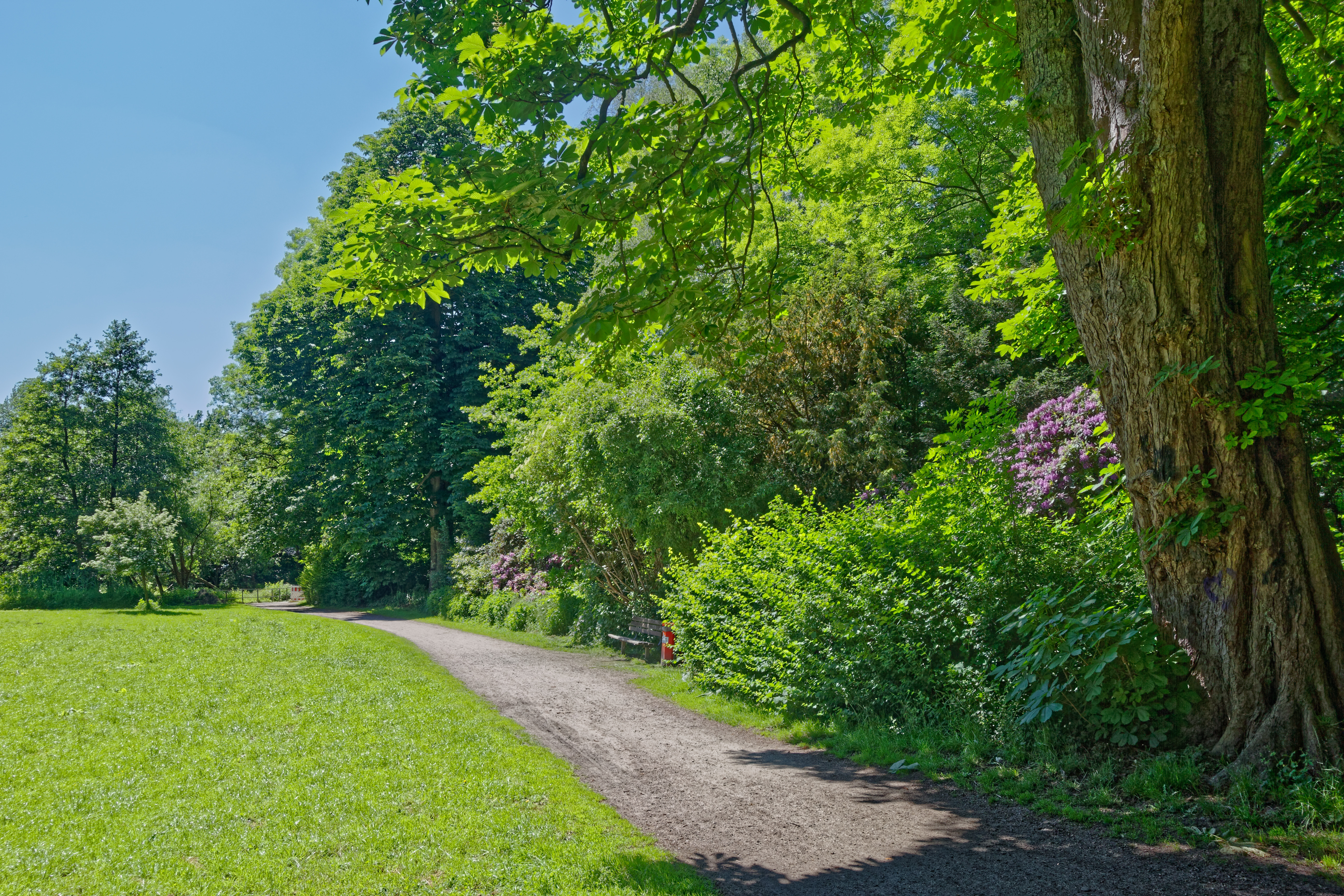
Hauptweg durch den Park

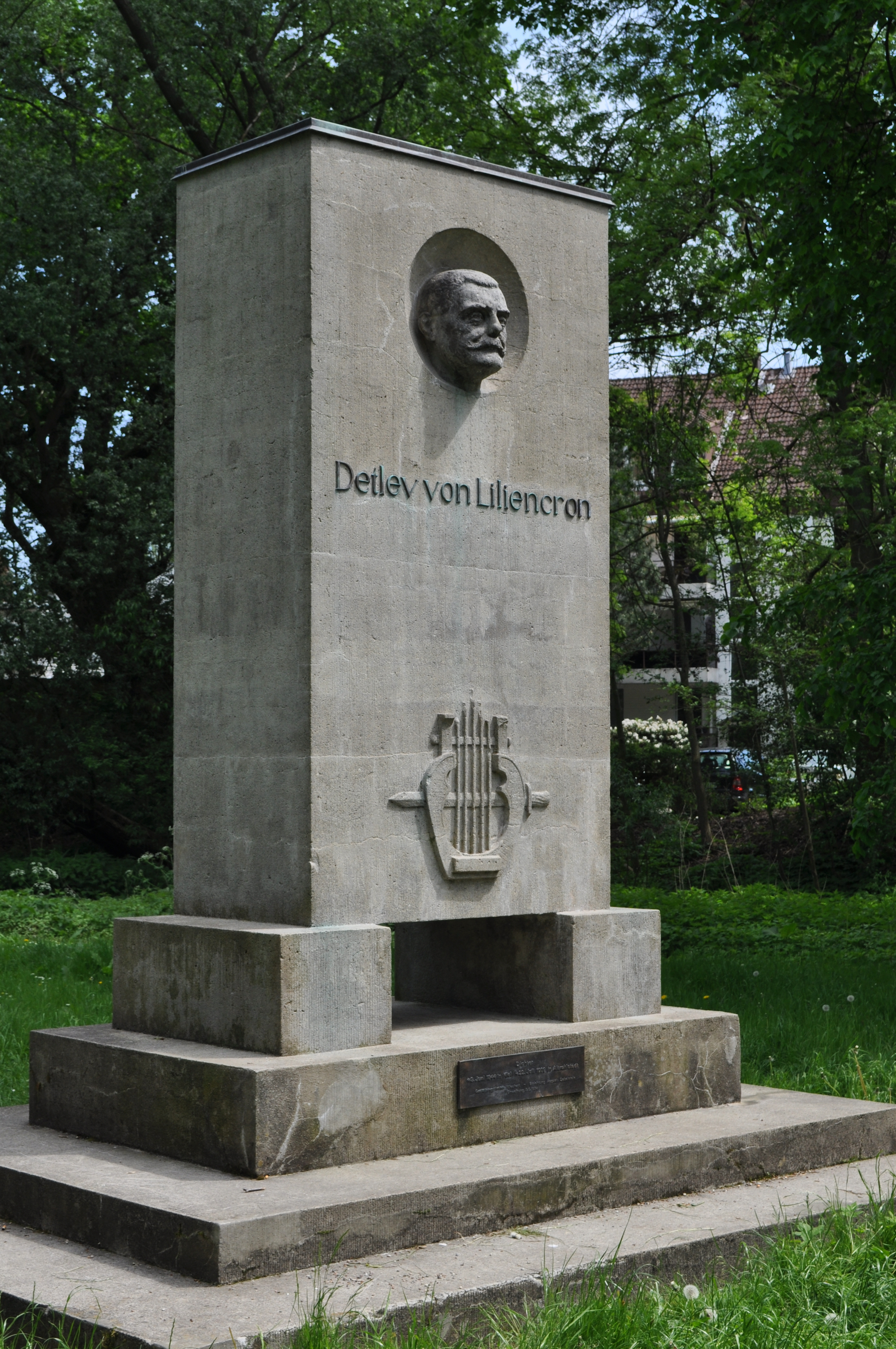
Liliencron-Denkmal

Der Liliencronpark ist ein Park im Hamburger Stadtteil Rahlstedt. Er liegt am Ort eines ehemaligen Mühlenteiches unmittelbar an der Wandse.

## Lage
Der Park bildet einen Teil der Grünachse entlang der Wandse und liegt zwischen den Straßen Wilhelm-Grimm-Straße und Rahlstedter Bahnhofstraße. Er hat eine langgestreckte Ost-West ausgerichtete und grob rechteckige Form mit einer Fläche von ca. 1,1 ha. Das ehemalige Mühlengebäude steht auf der Westseite der Rahlstedter Bahnhofstraße, unter der Straßenbrücke befindet sich ein Stauwehr.

## Geschichte
Ende des 19. Jahrhunderts lag ein Ausflugslokal mit großem Garten, der Lindenhof, am Südufer des Mühlenteiches. Seine Gartenanlagen reichten bis an den Teich und bildeten die Ursprünge des heutigen Parks. Der eigentliche Park entstand in den frühen 1930er-Jahren auf Initiative des damaligen Rahlstedter Gemeindevorstehers als Grünanlage rund um ein Denkmal zu Ehren Detlev von Liliencrons. Dazu wurde der ehemalige Mühlenteich 1932 trockengelegt und zum Parkgelände mit Zierteich umgestaltet. Am 3. Juni 1934 wurden zeitgleich das von Arthur Wiechert entworfene und von August Dabelstein erbaute Denkmal und der neue Park eingeweiht. Nachdem in den frühen 1980er-Jahren die Reste des Lindenhofes abgerissen wurden, konnte der Park erweitert und umgestaltet werden und erhielt seine heutige Form mit der Wandse als südlicher Begrenzung.

## Ausstattung
Zentrum des Parks ist das unmittelbar am Teich gelegene Liliencron-Denkmal, das auf seiner Westseite den Namen des Dichters und darüber in einer halbkugelförmigen Aussparung seinen Porträtkopf zeigt. Im östlichen Bereich liegt eine Wiese, entlang des Hauptweges gibt es einige Sitzbänke. Ebenfalls am Hauptweg steht ein Gedenkstein mit der Inschrift „Up ewig ungedeelt“ zur Erinnerung an die Schleswig-Holsteinische Erhebung im Jahr 1848. Der Stein wurde zusammen mit einer Doppel-Eiche zum 100. Jahrestag des Aufstandes gesetzt.

## Fotografien und Karte
Koordinaten: 53° 36′ 0″ N, 10° 9′ 15″ O

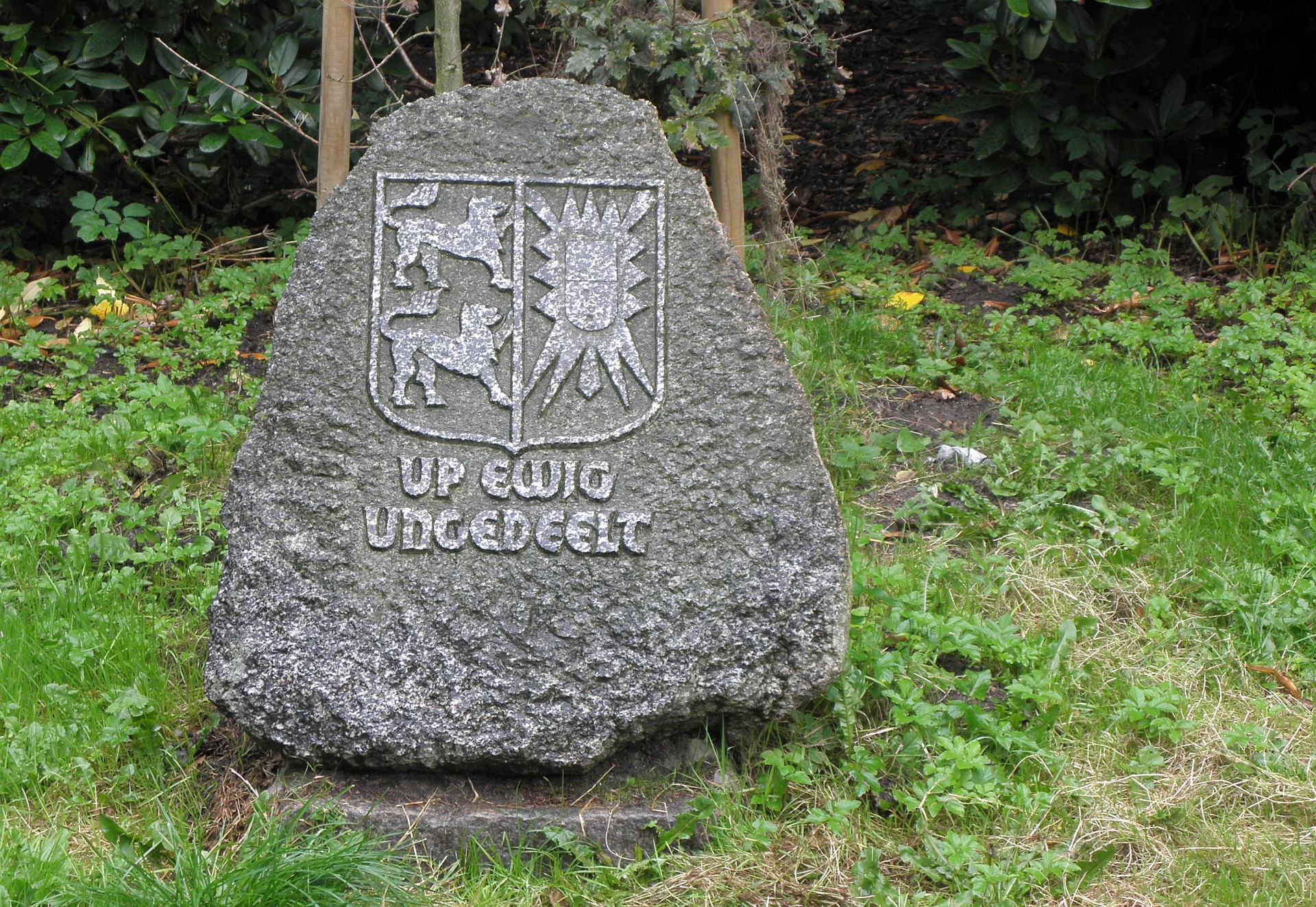
Gedenkstein
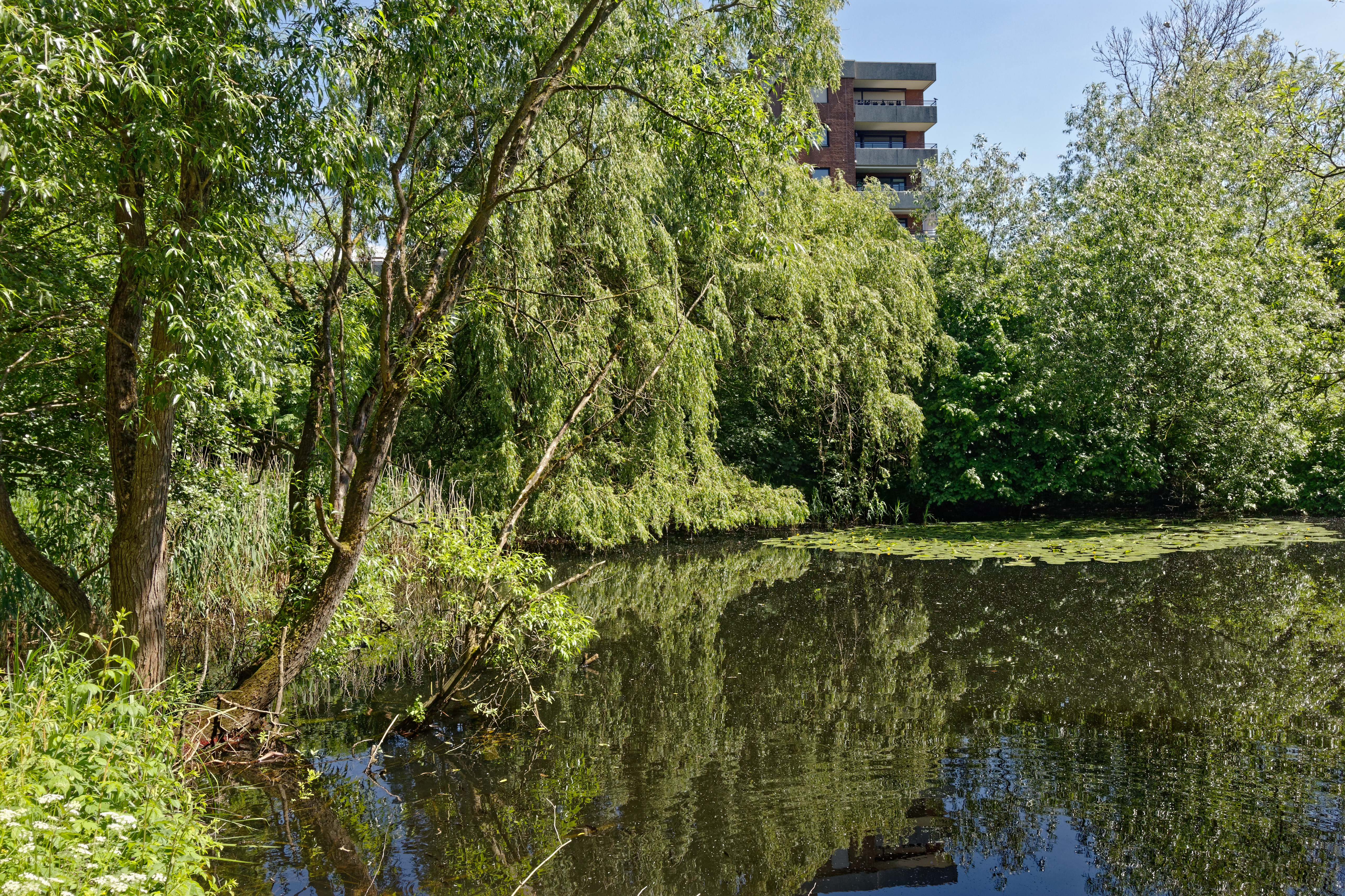
Teich am Westende
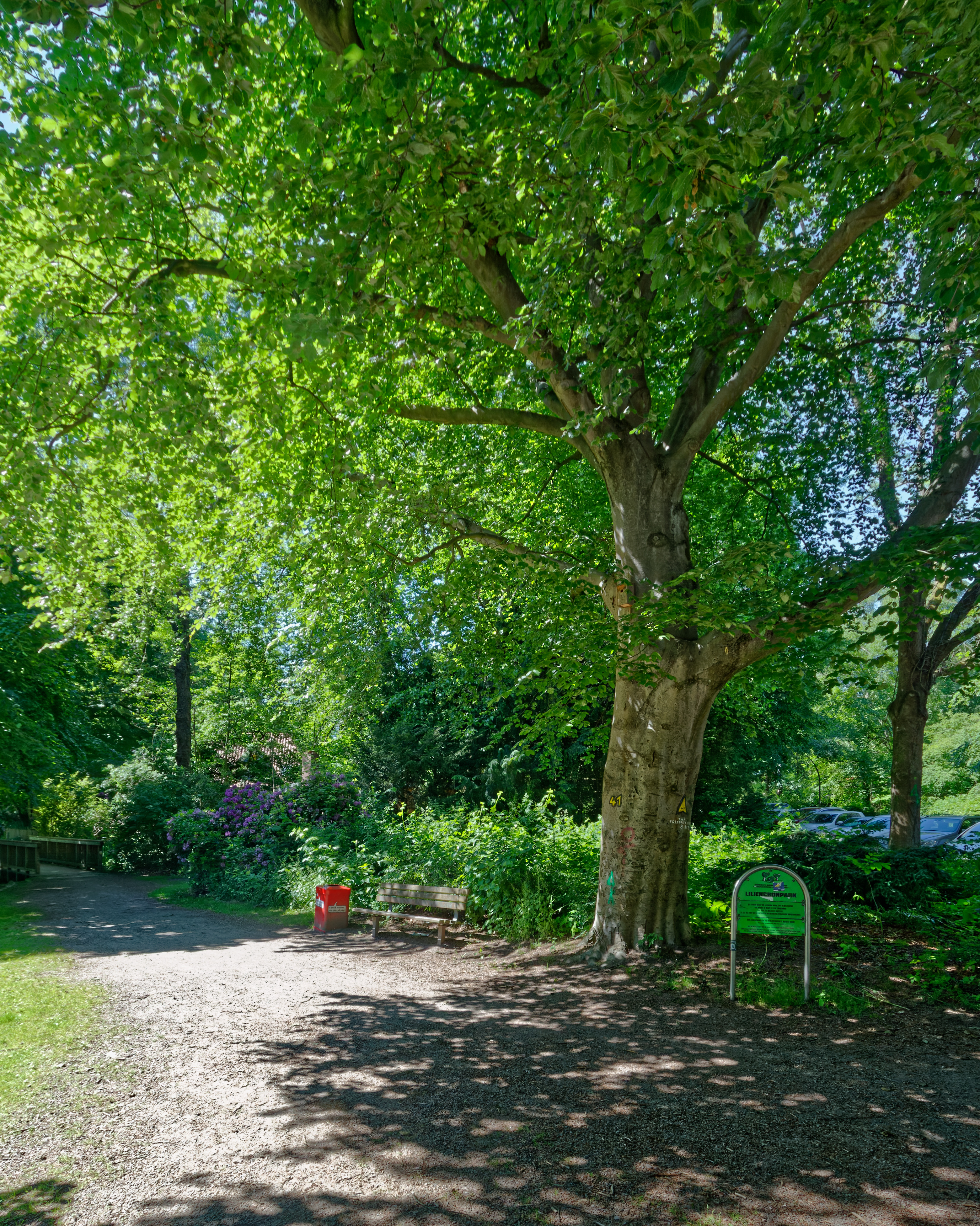
Eingang an der Wilhelm-Grimm-Straße